# Папендрехт
Папендрехт (нидерл. Papendrecht) — город и община в провинции Южная Голландия Нидерландов.

## География
Папендрехт, расположенный в Южной Голландии на западе страны, находится на пересечении рек Бенеден-Мерведе и Норд, к северу от Дордрехта и Звейндрехта. Общая площадь общины составляет 10,77 км², причём 1,30 км² из них занимает вода. По данным центрального бюро статистики Нидерландов (CBS, от нидерл. Centraal Bureau voor de Statistiek), в 2010 году (на 31 декабря) население Папендрехта составили 31 891 человек (в 2009 году было 31 853).

## История
Первое письменное упоминание о Папендрехте относится к 1105 году. После того, как в 1277 году на территории современной общины была построена дамба, поселение стало расти. Согласно легенде, название поселения произошло от появившейся возможности переходить реку вброд: от «papen» (в значении нидерл. Rooms-Katholieken - католики) и «tricht» или «drecht». Жители поселения в основном занимались рыболовством, выращиванием тростника и лозы (так же за выращивание гороха папендрехтцы получили прозвище еrtepellers), животноводством или работали на дамбе.
В 1816 году Папендрехт получил статус города и герб (так как с 1277 года основные участки Папендрехта дренировались мельницами, то именно их изображения были зафиксированы на гербе). В 1870 году в Папендрехте было начато строительство верфи, которая была закончена к 1875 году. С её появлением началось промышленное развитие города.

## Города-побратимы
- Бломберг, Германия (с 1975 года)[4][5].